# Fermen Layton Pickett
Fermen Layton Pickett fue un botánico estadounidense (* 10 de enero de 1881, Bakers Corners, Indiana - 27 de junio de 1940, Pullman, Washington.
Obtiene su doctorado en la Universidad de Indiana, y luego es profesor de botánica en la Universidad Estatal de Washington de 1914 hasta su muerte. 
Trabajó principalmente en Bryophyta y en la fisiología vegetal. Fue director del Departamento de Botánica y decano de la Universidad.

## Fuente
- Courte biographie de la Washington State University Libraries (en inglés)

- La abreviatura «Pickett» se emplea para indicar a Fermen Layton Pickett como autoridad en la descripción y clasificación científica de los vegetales.[1]